# Эрг-Шебби
Эрг Шебби — эрг (территория, покрытая песчаными дюнами) на юго-востоке Марокко, один из двух значительных эргов в Сахаре на территории Марокко (второй — Эрг Шигага). Протяжённость 22 км с севера на юг и 5 км с запада на восток. Южный край эрга расположен рядом с деревней Мерзуга, которая служит локальным туристическим центром, и примерно в 40 км юго-восточнее Эрфуда, вблизи границы с Алжиром. Высота дюн достигает 150 метров. Дюны имеют оранжевый цвет и популярны среди туристов. Эрг расположен посреди плоской каменистой пустыни. Песок находится в постоянном движении.
До 2000-х годов к эргу не вели асфальтированные дороги, и подъезд был существенно затруднён. Затем была построена дорога с твёрдым покрытием между пальмовым оазисом Эр-Риссани и Мерзугой (34 км), идущая вдоль эрга. От дороги на восток уходят ответвления без твёрдого покрытия, ведущие к различным гостиницам и хостелам, расположенным вблизи эрга.
- Эрг Шебби
- Эрг Шебби